# Come Clean (film)
Come Clean is een Amerikaanse stomme film van Laurel en Hardy uit 1931. De korte film is geregisseerd door James W. Horne en geproduceerd door Hal Roach.

## Verhaal
Oliver en zijn vrouw denken een rustig avondje te hebben, maar dat wordt bruut verstoord door de Laurels. Wanneer Stan en Oliver in opdracht ijs gaan halen, redden ze Kate: een zelfmoordpleegster die van een brug af springt. Alleen blijkt zij ook een goede afperser de zijn. Stan en Ollie moeten er alles aan doen om Kate voor hun vrouwen verborgen te houden. Kate wordt ontmaskerd  als een gezochte crimineel en gearresteerd door een politieagent die is ontboden door de portier van het appartementencomplex. Stan krijgt te horen dat hij recht heeft op een beloning van 1000 dollar voor haar arrestaties. Als Stan voorstelt het geld aan een ijsje te besteden, spoelt Ollie hem door het afvoerputje van het bad.

## Rolverdeling
| Acteur         | Personage   |
| -------------- | ----------- |
| Stan Laurel    | Stanley     |
| Oliver Hardy   | Oliver      |
| Gertrude Astor | Mrs. Hardy  |
| Linda Loredo   | Mrs. Laurel |
| Mae Busch      | Kate        |
| Charlie Hall   | ijsverkoper |
| Tiny Sandford  | portier     |